# Љехњице
Љехњице (слч. Lehnice, мађ. Lég) насељено је мјесто са административним статусом сеоске општине (слч. obec) у округу Дунајска Стреда, у Трнавском крају, Словачка Република.

## Становништво
| Година:    | 1994. | 2004.   | 2014.   | 2024.    |
| ---------- | ----- | ------- | ------- | -------- |
| Број људи: | 2246  | 2432    | 2576    | 3323     |
| Разлика:   |       | +8,28 % | +5,92 % | +28,99 % |

| Година:    | 2023. | 2024.   |
| ---------- | ----- | ------- |
| Број људи: | 3243  | 3323    |
| Разлика:   |       | +2,46 % |

Према подацима о броју становника из 2011. године насеље је имало 2.551 становника.